# Macrobiotus morulatus
Macrobiotus morulatus är en djurart som tillhör fylumet trögkrypare, och som beskrevs av Bartos 1936. Macrobiotus morulatus ingår i släktet Macrobiotus och familjen Macrobiotidae. Inga underarter finns listade i Catalogue of Life.